# 스텔스기

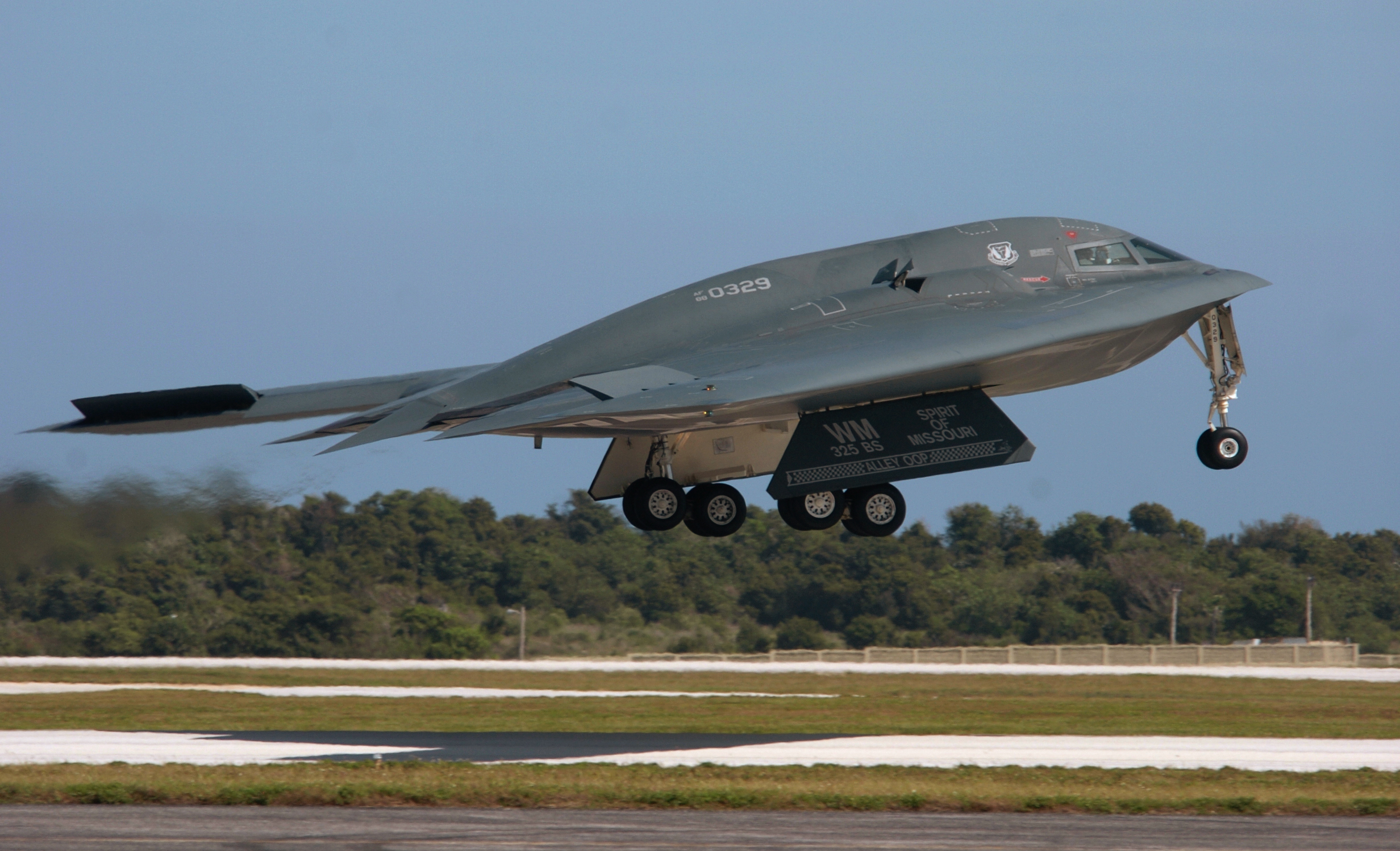
미국의 B-2 스피릿 폭격기

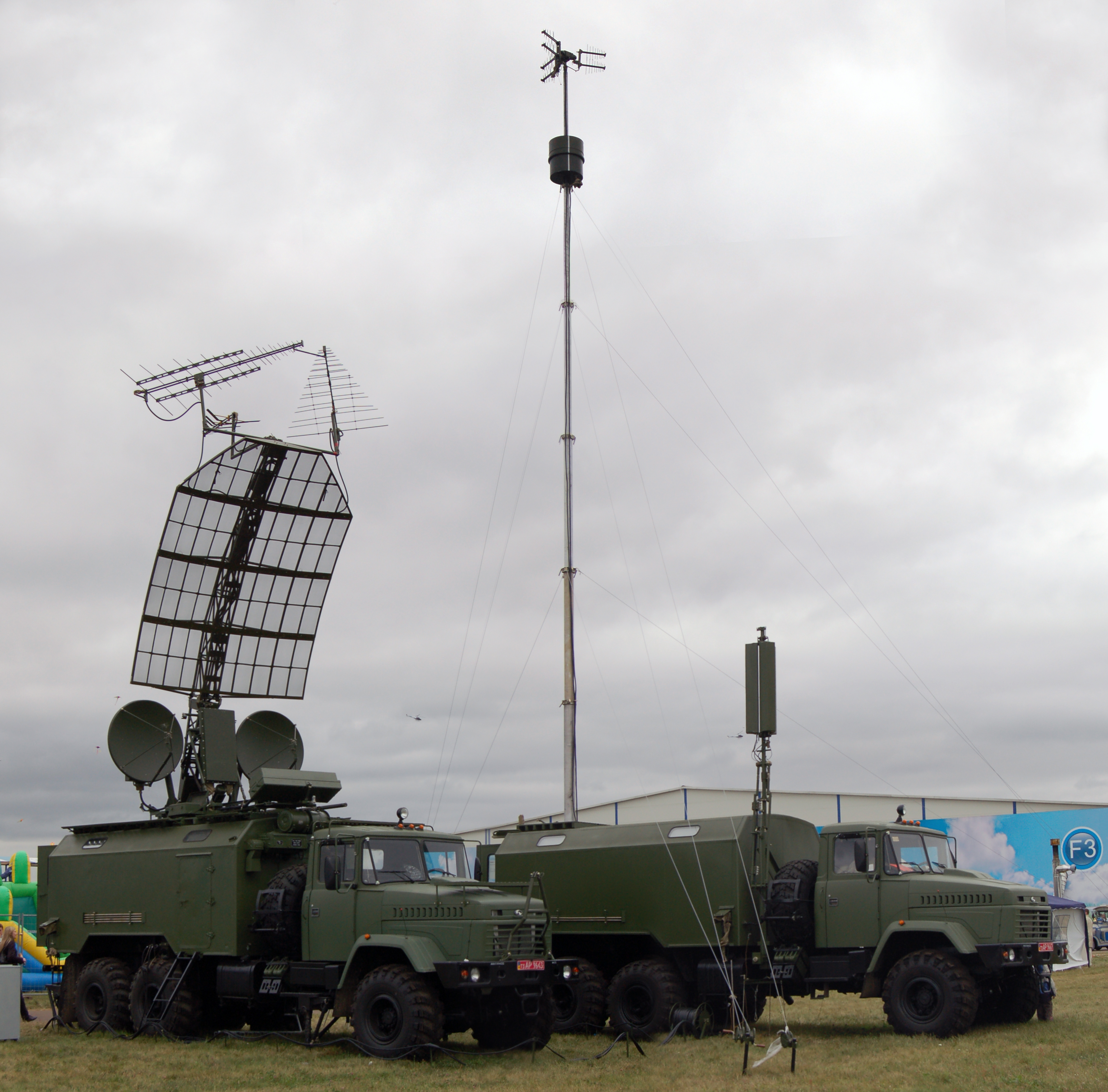
체코의 베라 패시브 레이다와 비슷한 외양과 성능을 가진 우크라이나의 콜추가 패시브 레이다. 베라 레이다는 스텔스기를 500 km 밖에서 탐지할 수 있다고 알려져 있다.

스텔스기는 스텔스 기술을 적용하여 제작된 비행기를 말한다.

## 탐지
이론적으로 스텔스기를 장거리에서 탐지하는 여러 가지 방법이 알려져 있다. 중국의 청두 J-20 스텔스 전투기 개발에 대응하여, 2011년 일본 방위청은 MIMO와 레이다와 적외선 복합센서를 전국에 구축하여 스텔스기 방어망을 구축할 계획이라고 보도되었다.

### 반사파
체코의 베라 레이다는 스텔스기를 500 km 거리에서 탐지할 수 있다고 알려져 있다.

### 적외선
일부 분석가들은 IRST가 유효한 탐지방법이라고 주장한다. 어떤 비행기도 지표면의 열보다 높은 열을 나타내기 때문에, 2채널 IRST를 통해 지표면의 열과의 차이를 식별하여 장거리 스텔스기를 탐지할 수 있다고 한다.
이들 분석가들은 1980년대에 러시아에서 IRST 개발이 재개된 것을 또한 지적한다. IRST는 미코얀 MiG-29와 수호이 Su-27에 장착되었다. 최신형 MiG-29인 미코얀 MiG-35는 최고 성능의 IRST 능력을 갖추고 있다.
공중전에서, 광학장비의 성능은 다음과 같다:
- 애프터버너를 끈 비행기의 탐지거리 : 45 km 이상
- 애프터버너를 끈 비행기의 식별거리 : 8 ~ 10 km
- 평균 공중 목표물 거리 : 최대 15 km

지상공격시, 광학장비의 성능은 다음과 같다:
- 탱크 탐지거리 : 최대 15 km, 항공모함 탐지거리 : 60 ~ 80 km
- 탱크 식별거리 : 8 ~ 10 km, 항공모함 식별거리 : 40 ~ 60 km
- 평균 지상 목표물 거리 : 최대 20 km

### Wavelength match

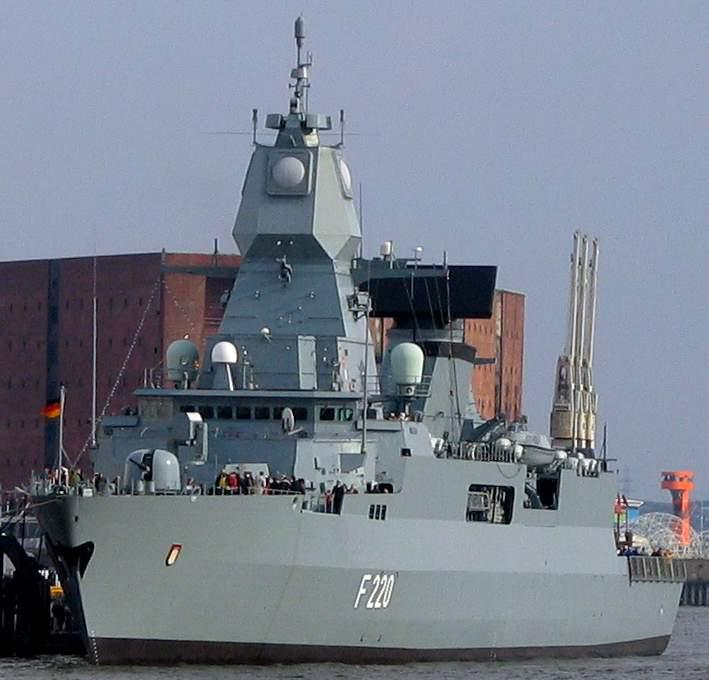
SMART-L 레이다를 장착한 독일 해군의 F220 함부르크함. 한국의 독도함도 SMART-L 레이다를 사용한다.

네덜란드 기업인 탈레스 네덜란드는 예전에 홀랜드 시그날 사였다. 이 회사는 군함에 탑재하는 SMART-L 레이다를 개발했는데, 스텔스기를 탐지할 수 있다고 주장한다. 그러나, 이러한 스텔스기 대응능력은 입증되거나 실험되지는 않았다. 그러나, 이 경우엔, 레이다 시스템의 정확도가 낮아서 미사일 조준에는 부적합하다.

## RCS(m2) 레이다 반사 면적
- B-52 - 100

- F-15A/B - 25

- 투폴레프 Tu-160 - 15

- B-1 랜서 - 10, F-14A/B/D, F-15C/D , 수호이 Su-27, 수호이 Su-30 - 10

- F-15E, F-4 팬텀 - 6 ~ 8

- 미코얀 MiG-29, F-16A/B, 청두 J-10 - 5 ~ 5.5

- 미코얀-구레비치 MiG-21, F-18 A/B, F-5 - 3 ~ 4.5

- AV-8B 해리어 II - 2 ~ 2.5

- 사브 JAS-39 그리펜, F-16C/D, F-18C/D, 미쓰비시 F-2 - 1 ~ 1.8

- 유로파이터 라팔, 보잉 F/A-18E/F 슈퍼 호넷, F-16E/F - 0.75 ~ 1

- 토마호크 - 0.5

- 스텔스 대함미사일 - 0.1

- 수호이 Su-47, 수호이 PAK FA - 0.1~0.01 (수호이사의 자료)

- F-15SE(추정) - 0.01 ~ 0.1

- F-117 - 0.008

- F-35 - 0.005

- F-22, B-2 스피릿 - 0.0001 미만

## 세계의 스텔스기
- F-117 나이트호크
- B-2 스피릿
- F-22 랩터
- F-35 라이트닝 ll
- 수호이 Su-57
- 청두 J-20
- F-15SE 사일런트 이글

## 같이 보기
- 메타 물질